# Poya (Nova Caledònia)

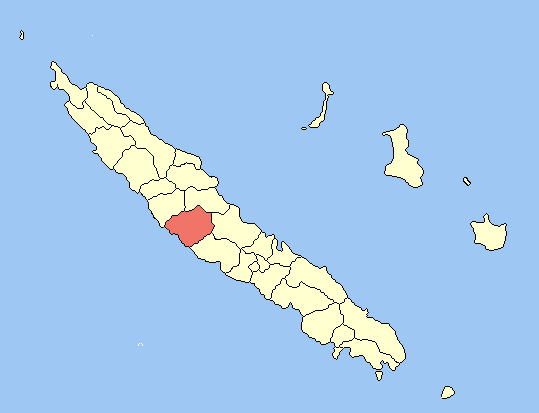
Situació de Poya

Poya (en canac Nèkö) és un municipi francès, situat a la col·lectivitat d'ultramar de Nova Caledònia. El 2009 tenia 2.648 habitants. Està dividida entre les dues províncies del Nord i del Sud, comprèn també el districte tradicional de Muéo.

## Divisió geogràfica
El municipi ha estat dividit en dues àrees: 
- Poya Nord, abasta la major part del municipi (568,6 km², una mica més de 2/3 del total) i la gran majoria de la seva població (2.478 habitants al cens de 2004, representa el 95,3% de total de residents). La seva densitat és de 4,4 habitants per km². A part de la vila central de Poya (400 habitants al voltant de la parròquia, l'alcaldia i serveis, reagrupa dues aglomeracions (Basse-Poya i Népoui) i 6 tribus del districte de Muéo (tots accessibles per camins rurals o camins de terra locals, uns 997 habitants dels quals 944 són tribals, 39 d'altres tribus del districte i 14 no canacs. Les tribus són Montfaoué (211 habitants el 1996), Ouendji (56 h), Nékliai-Kradji (194 h), de llengua ajïe, Népou (103 h) de parla Voh-Koné, Gohapin (398 h) i Nétéa (35 h), de parla paicî.
- Poya Sud (també anomenat Moindah, perquè troben a la conca del riu del mateix nom) amb 277,2 km² i 122 habitants el 2004, menys del 5% dels residents municipals i una població inferior als de tots els altres municipis. Amb 0,4 habitants per km², té una de les més baixes densitats del territori.

## Evolució demogràfica
| Població de Poya (1956-2009) | Població de Poya (1956-2009) | Població de Poya (1956-2009) | Població de Poya (1956-2009) | Població de Poya (1956-2009) | Població de Poya (1956-2009) | Població de Poya (1956-2009) | Població de Poya (1956-2009) | Població de Poya (1956-2009) | Població de Poya (1956-2009) |
| ---------------------------- | ---------------------------- | ---------------------------- | ---------------------------- | ---------------------------- | ---------------------------- | ---------------------------- | ---------------------------- | ---------------------------- | ---------------------------- |
| Població                     | 1.066                        | 1.019                        | 1.281                        | 2.915                        | 1.961                        | 1.862                        | 2.522                        | 2.600                        | 2.648                        |
| Any                          | 1956                         | 1963                         | 1969                         | 1976                         | 1983                         | 1989                         | 1996                         | 2004                         | 2009                         |

## Composició ètnica
- Europeus 27,3%
- Canacs 59%
- Polinèsics 9,4%
- Altres, 4,3%

## Administració
| Període   | Identitat                    | Partit          |
| --------- | ---------------------------- | --------------- |
| 1961-1974 | Georges Nagle                | UC, després MLC |
| 1974-1989 | Jean Delouvrier              | RPCR            |
| 1989-1995 | Edmond Nékiriaï              | FLNKS-UPM       |
| 1995-2001 | François-Joseph Meandu-Poveu | FLNKS-UC        |
| 2001-2008 | Guyèdre Wamedjo              | RPCR            |
| 2008-     | François-Joseph Meandu-Poveu | FLNKS-UC        |